# Шогаль
Шогаль (мар. Шогале) — деревня в Советском районе Республики Марий Эл. Входит в состав Вятского сельского поселения.

## География
Находится в центральной части республики Марий Эл на расстоянии приблизительно 10 км по прямой на север-северо-восток от районного центра посёлка Советский.

## История
Основана в 1857 году, в 1868 году отмечено 22 двора. Долгое время была чисто русской деревней. В 1962 году здесь оставалось 45 хозяйств. В 1972 году в деревне было 40 хозяйств, в 1982 году — 38, в период 1992—2002 годов 22 хозяйства. В советское время работали колхозы «Заветы Ильича» и «Рассвет».

## Население
Население составляло 75 человека (75 % мари) в 2002 году, 73 в 2010.